# Alcatrazz
Alcatrazz ist eine US-amerikanische Hard-Rock-Band aus Los Angeles, die Mitte der 1980er Jahre aktiv war. Neben Sänger Graham Bonnet waren die Gitarristen Yngwie Malmsteen und der frühere Frank Zappa Gitarrist Steve Vai die bekanntesten Musiker der Band.

## Geschichte

### Die klassische Phase (1983–1987)
Alcatrazz wurde 1983 vom ehemaligen Rainbow-Sänger Graham Bonnet ins Leben gerufen. Shrapnel Records (Mike Varney) nahm die Band noch im selben Jahr unter Vertrag und stellte zudem den Kontakt zum schwedischen Gitarristen Yngwie Malmsteen her, der zu dieser Zeit bei der ebenfalls bei Shrapnel unter Vertrag stehenden Band Steeler zusammen mit Ron Keel spielte. Komplettiert wurde das Line-up von Bassist Gary Shea, Keyboarder Jimmy Waldo und dem ehemaligen Alice-Cooper-Schlagzeuger Jan Uvena.
Das Debütalbum der Band erschien noch im selben Jahr mit dem Titel No Parole from Rock N’ Roll. Am 28. Januar 1984 nahmen Alcatrazz im Nakano Sun Plaza in Tokio ihr erstes Livealbum Live Sentence auf, das noch im selben Jahr auf den Markt kam. Ebenfalls 1984 verließ Yngwie Malmsteen die Band, um eine Solokarriere zu beginnen. Malmsteen avancierte in den folgenden Jahren zu einem der einflussreichsten Gitarristen des Metal-Genres.
Als Ersatz für Malmsteen kam der ehemalige Frank-Zappa-Gitarrist Steve Vai in die Band. Mit ihm nahm die Gruppe das zweite Album Disturbing the Peace und das Homevideo Power Live ’85 auf, welche beide 1985 erschienen. Doch auch Vai hielt es nicht lange bei der Band. Noch im selben Jahr stieg er in die Soloband des ehemaligen Van-Halen-Sängers David Lee Roth ein, bevor er nach einem Intermezzo bei Whitesnake eine erfolgreiche Solokarriere startete. Wie Malmsteen gilt auch Steve Vai heute als einer der herausragendsten Gitarristen der Rockmusik.
Im Jahr 1986 kam Danny Johnson (u. a. Rick Derringer, ex-Blackfoot und Alice Cooper) als Ersatz für Steve Vai in die Band.
Das Album Dangerous Games erschien 1986 und somit ein Jahr bevor sich die Band vorerst auflöste.
1998 erschien eine Greatest-Hits-Zusammenstellung namens The Best of Alcatrazz, die Songs von allen Alben enthält. Der Bandname rückte im Jahr 2002 wieder etwas ins Rampenlicht, als der Song God Bless Video (von Disturbing the Peace) als Teil des Soundtracks des PlayStation-2-Spiels Grand Theft Auto: Vice City verwendet wurde.

### Alcatrazz featuring Graham Bonnet (2007–2014)
2007 reformierte sich die Gruppe und kündigte ein neues Album an. Von den Originalmitgliedern war jedoch nur noch Graham Bonnet in der neuen Besetzung dabei. Deswegen wurden die Auftritte unter dem Banner Alcatrazz featuring Graham Bonnet beworben. Gitarrist der Band war Howie Simon, Bassist war Tim Luce. Schlagzeuger der Band waren Glen Sobel, Dave Dzialak, Jeff Bowders und Bobby Rock.

### Reunion im klassischen Line-Up (2017–2020)
2017 gab es eine Reihe von exklusiven Reunion-Konzerten von Alcatrazz mit den Originalmitgliedern Gary Shea und Jimmy Waldo. Es war der erste gemeinsame Auftritt der drei Originalmitglieder seit der Auflösung 1987. Ergänzt wurde die Band von Mark Benquechea (Schlagzeug) und Conrado Pesinato (Gitarre) von der Graham Bonnet Band. Im Dezember 2017 erschien das Live-Album Parole Denied - Tokyo 2017.
Im Februar 2019 gab Graham Bonnet bekannt, dass es eine erneute Reunion von Alcatrazz gäbe. Von den Reunion-Auftritten 2017 waren Jimmy Waldo (Keyboards) und Mark Benquechea (Schlagzeug) übrig, an der Gitarre wurde Joe Stump verpflichtet. Am Bass gab es mit Beth Ami Heavenstone das erste weibliche Bandmitglied bei Alcatrazz. Es wurde ein neues Studioalbum angekündigt.
Im Juli 2020 veröffentlichte die Band das Album Born Innocent, das das erste Studioalbum seit 1986 ist. Die Bassistin Beth Ami Heavenstone wurde wieder durch den Originalbassisten Gary Shea ersetzt. Auf dem Album sind als Gäste Chris Impellitteri, Bob Kulick und Steve Vai vertreten.

### Trennung und Aufteilung in zwei Versionen (seit 2020)

#### Alcatrazz
2020 vermeldete die Band die Trennung von Frontmann Graham Bonnet. Graham Bonnet hatte via Social Media verkündet, dass er Giles Lavery, dem Manager von Alcatrazz zusammenarbeiten würde. Die verbleibenden Mitglieder bestanden jedoch auf der Zusammenarbeit mit Lavery und beklagten, nicht in diese Entscheidung involviert gewesen zu sein. Als Nachfolger wurde Doogie White verpflichtet. Aktuell arbeitet die Band an einem neuen Studioalbum, auf dem u. a. als Gast Nigel Glocker (Saxon) zu hören ist. Die erste Single Turn The Wheel erschien im Juni 2021.
- Doogie White (seit 2020) - Gesang
- Joe Stump (seit 2019) - Gitarre
- Gary Shea (1983–1987, 2017, seit 2020) - Bass
- Mark Benquechea (2017, seit 2019) - Schlagzeug
- Jimmy Waldo (1983–1987, 2017, seit 2019) - Keyboard

#### Graham Bonnet's Alcatrazz
Graham Bonnet kündigte an, selbst eine neue Version von Alcatrazz zu gründen. Er begründete dies damit, seit 1983 der Sänger und Hauptsongschreiber der Band zu sein, und er empfände es als unproblematisch, dass zwei Bands unter demselben Namen spielten. Seinen Nachfolger Doogie White bezeichnete Bonnet als guten Freund und tollen Sänger. 2021 wurde Arch-Enemy-Gitarrist Jeff Loomis als erstes Mitglied von Graham Bonnets neuer Band Alcatrazz angekündigt. Graham Bonnet arbeite aktuell an einem neuen Album mit der Graham Bonnet Band und wolle danach ein Album unter dem Banner Alcatrazz veröffentlichen. Bonnet nannte die Band in seiner Ankündigung Graham Bonnet's Alcatrazz.
- Graham Bonnet (1983–1987, seit 2017) - Gesang
- Jeff Loomis (seit 2021) - Gitarre

## Diskografie

### Studioalben
- 1983: No Parole From Rock 'n' Roll
- 1985: Disturbing the Peace
- 1986: Dangerous Games
- 2020: Born Innocent
- 2021: V
- 2023: Take No Prisoners

### Livealben und Kompilationen
- 1984: Live Sentence: No Parole From Rock 'n' Roll (Live)
- 1998: The Best of Alcatrazz (Kompilation)
- 2007: AWOL in Hollywood (Live)
- 2007: Live in Tokyo (Live)
- 2010: Live in 83 (Live)
- 2016: The Ultimate Fortress Rock Set (Kompilation)
- 2017: 1983 • Breaking the Heart of the City: the Very Best of Alcatrazz • 1986 (Kompilation)
- 2018: Live in Japan 1984 Complete Edition (Live)
- 2018: Parole Denied - Tokyo 2017 (Live)

### Singles und EPs
- 1984: Island in the Sun / General Hospital
- 1985: God Blessed Video / Wire and Wood
- 1985: Will You Be Home Tonight
- 1986: Dangerous Games
- 1986: It’s My Life
- 2018: Skyfire (Live)
- 2020: Polar Bear
- 2021: Turn of the Wheel
- 2021: Sword of Deliverance

### Videoalben
- 1985: Power Live ’85 – Live in Japan
- 2018: Parole Denied - Tokyo 2017 (Live)

## Belege
1. ↑  https://www.blabbermouth.net/news/alcatrazz-to-release-parole-denied-tokyo-2017-in-december/
2. ↑  https://bravewords.com/news/graham-bonnet-relaunches-alcatrazz-with-guitarist-joe-stump-new-studio-album-in-the-works
3. ↑  https://www.blabbermouth.net/news/graham-bonnet-on-using-alcatrazz-moniker-again-people-know-the-name-of-the-band-but-they-dont-know-who-the-hell-i-am/
4. ↑  https://www.blabbermouth.net/news/alcatrazz-to-release-first-studio-album-in-over-30-years-born-innocent/
5. ↑  https://www.facebook.com/photo/?fbid=321222472682578&set=a.253937242744435
6. ↑  https://www.blabbermouth.net/news/alcatrazz-parts-ways-with-founding-singer-graham-bonnet-welcomes-doogie-white/
7. ↑  https://www.blabbermouth.net/news/doogie-white-fronted-version-of-alcatrazz-releases-first-single-turn-of-the-wheel/
8. ↑  https://www.blabbermouth.net/news/graham-bonnet-vows-to-move-forward-with-his-version-of-alcatrazz-says-new-lineup-will-be-announced-in-the-spring/
9. ↑  https://www.blabbermouth.net/news/graham-bonnet-is-not-bothered-by-there-being-two-versions-of-alcatrazz/
10. ↑  https://www.blabbermouth.net/news/arch-enemys-jeff-loomis-joins-graham-bonnets-version-of-alcatrazz/
11. ↑  Chartquellen: Schweiz